# Die Frau ist gegangen
Die Frau ist gegangen (Жена ушла Schena uschla) ist ein sowjetischer Spielfilm unter der Regie von Dinara Assanowa aus dem Jahr 1980.

## Handlung
Alexander, der Sascha genannt wird, kommt etwas früher nach Hause, da er im Fernsehen ein Volleyballspiel sehen will. Bei seinem Eintreffen erfährt er von seiner Frau Wera, dass ihrem gemeinsamen, etwa 10-jährigen, Sohn Witja der Schulranzen gestohlen wurde. Es ist eine gereizte Stimmung in der Wohnung, doch das Problem kann nicht geklärt werden. Die Stimmung verbessert sich auch beim Essen nicht, da Kochen nicht die starke Seite der Hausfrau ist und sogar Witja, der vom Vater Muttersöhnchen genannt wird, drüber lachen muss. Als Witja den Wunsch äußert, einen Krimi im Fernsehen sich anzuschauen, wird er von Sascha angeschrien, da der seine Sportsendung sehen will. Deshalb hört er auch nicht zu, als Wera ihm erzählt, dass ihr im Betrieb eine interessante Aufgabe angeboten wurde, sondern erklärt sie für bescheuert, da sie ihn beim Fernsehen stört. Dann schreien sich Vater und Sohn wieder an. Obwohl sich Sascha und Wera gegenseitig versichern, dass sie sich lieben, erkennt Sascha nicht, dass seine Frau eine neue Frisur hat, dann schläft er im Sessel ein, während Wera weint. 
Nach einem schlechten Traum wird Sascha mitten in der Nacht wach und sucht seine Frau in der ganzen Wohnung. Da er sie dort nicht findet, sucht er auf der Straße weiter, so dass die Leute sich schon über seine lauten Rufe beschweren. Wieder zu Hause angekommen, erzählt er seinem bereits wachen Sohn, dass die Mutter auf Dienstreise ist. Das glaubt der jedoch nicht, denn er hat einen Zettel gefunden, auf dem steht, dass sie Sascha verlässt und bei Gelegenheit Witja nachholen wird.
Dann geht Witja zur Schule und Sascha auf die Baustelle, wo er als Bauleiter arbeitet. Nach einer Kontrolle durch die Bauüberwachungsbehörde versucht er Weras beste Freundin Tanja anzurufen, bei der er Wera vermutet. Er erreicht sie auch dort, doch will sie nicht mit ihm sprechen. Den ganzen Tag gehen ihm Erinnerungen durch Kopf. Wie sie sich kennenlernten, dann fiel ihm eine Situation ein, in der er Wera gegenüber handgreiflich wurde, weil er auf Stepan eifersüchtig war, oder auch wie er sich abfällig über sie äußerte. Dann gab es noch die Betriebsfeier, nach der er mit seiner Kollegin Sonja im Bett landete. Daran muss er denken, als ihm Tanja am Telefon sagt, dass Wera zunächst bei ihr wohnen wird und Sonja von Sascha erfährt, dass seine Frau ihn verlassen hat. 
Während Sascha darüber nachdenkt, dass er doch in ihrem gemeinsamen Leben nichts falschgemacht hat, lässt er weiter die glücklichen Tage an sich vorbeiziehen. Dann geht er mit einem Blumenstrauß und einer Flasche Cognac zu Tanja, um Wera zu überreden, wieder nach Hause zu kommen. Mit großen Widerwillen entschuldigt er sich pauschal für alles Gewesene, doch Wera merkt, dass es nicht ernst gemeint ist. Als sie nicht auf seine Bitte eingeht, beschimpft er sie lautstark. Er wirft ihr vor, dass sie nur eine kleine Bibliothekarin ist, die in zwei Jahren graue Haare bekommt und ohne ihn ein Nichts wäre. Dann betont Sascha noch, dass er den Sohn, um den er sich nie ernsthaft gekümmert hat, behalten wird. Dann geht er mit den Worten, dass er warten wird, bis sie nach Hause kommt und sich bei ihm entschuldigt.
Als Sascha wieder zu Hause ankommt, wartet sein Sohn bereits auf ihn, der aber hoffte, dass die Mutter mit dabei ist. Witja erzählt jetzt, dass ihm sein Schulranzen nicht gestohlen wurde, sondern er nur wegen einer Sechs in der Schule Angst hatte. Dann essen beide die Bohnensuppe mit Frikadellen, die Witja zubereitet hat, da er dachte, dass Vater und Mutter gemeinsam wieder nach Hause kommen. Dann kommt ein Anruf von Tanja, dass Wera auf dem Weg zum Flughafen ist. Sascha fährt mit seinem Sohn ebenfalls dorthin, sie können aber nur noch den startenden Flugzeugen hinterher sehen.

## Produktion und Veröffentlichung
Der von den Lenfilm-Studios in Farbe gedrehte Film hatte am 1. April 1980 unter dem Titel Жена ушла in der Sowjetunion Premiere.
Eine erste Aufführung im deutschsprachigen Raum ist erst am 29. November 2019 im Berliner Zeughauskino nachzuweisen.